# Tanabi
Tanabi là một đô thị ở bang São Paulo của Brasil. 

## Địa lý
Đô thị này nằm ở vĩ độ 20°37'35" độ vĩ nam và kinh độ 49°38'57" độ vĩ tây, trên khu vực có độ cao 518 m. Dân số năm 2004 ước tính là 23.138 người.

### Sông ngòi
- Sông São José dos Dourados

### Các xa lộ
- SP-320
- SP-377